# Luís Antônio
Luís Antônio is een gemeente in de Braziliaanse deelstaat São Paulo. De gemeente telt 11.924 inwoners (schatting 2009).

## Aangrenzende gemeenten
De gemeente grenst aan Cravinhos, Descalvado, Guatapará, Rincão, Santa Rita do Passa Quatro, São Carlos en São Simão.